# 1934 год в театре
1934 год в театре

## События
- 5 ноября — в Тирасполе основан Русский драматический театр имени А. П. Чехова.

## Деятели театра
- Пятнадцатилетняя Марго Фонтейн дебютировала на сцене в составе балетной труппы «Вик-Уэллс», Лондон.

### Родились
- 16 января — Василий Лановой, актёр театра и кино, артист театра им. Е. Вахтангова, Народный артист СССР.
- 1 февраля — Марина Кондратьева, балерина и педагог-репетитор Большого театра, Народная артистка СССР.
- 8 февраля — Галина Кирюшина, актёр театра, Народная артистка РСФСР.
- 17 февраля — Алан Бейтс, английский актёр театра и кино.
- 9 марта — Михай Волонтир, советский и молдавский актёр театра и кино, Народный артист СССР.
- 4 мая — Леонид Хейфец, театральный режиссёр и педагог, профессор РАТИ, Народный артист РФ.
- 27 мая — Вячеслав Шалевич, актёр театра и кино, руководитель театра имени Рубена Симонова в 1998—2011 годах.
- 28 мая — Лия Элиава, актриса театра и кино, Народная артистка Грузинской ССР.
- 16 августа — Пьер Ришар — французский актёр театра и кино.
- 30 августа — Анатолий Солоницын, актёр театра и кино.
- 13 сентября — Тамара Милашкина, оперная певица, солистка Большого театра в 1958—1988 годах, Народная артистка СССР.
- 26 сентября — Олег Басилашвили, актёр театра и кино, Народный артист СССР.
- 4 октября — Мирча Албулеску, румынский актёр театра и кино.
- 14 октября — Михаил Козаков, актёр, режиссёр и сценарист.
- 7 ноября — Марсель Салимжанов, режиссёр, Народный артист СССР.
- 24 ноября — Виктор Сергачёв, актёр театра и кино, сооснователь театра «Современник» (1955).
- 30 ноября — Вячеслав Невинный, актёр театра и кино, Народный артист СССР.
- 3 декабря — Нина Дорошина, актриса театра и кино, Народная артистка РСФСР.
- 8 декабря  — Алиса Фрейндлих, актриса театра и кино, Народная артистка СССР.
- 27 декабря — Николай Сличенко, актёр театра и кино, Народный артист СССР.
- 29 декабря — Виктор Тарасов, актёр театра и кино, артист театра имени Янки Купалы, Народный артист СССР.

### Скончались
- 18 января, Париж — Валериан Светлов, русский литератор, историк балета, театральный критик, драматург-либреттист.
- 30 мая — Жулия Лопеш де Алмейда, бразильский драматург.
- 30 августа — Камилло Антона-Траверси, итальянский драматург, либреттист.
- 8 сентября — Леон Бланк, американский еврейский актёр, декламатор и режиссёр.
- 13 сентября — Серафима Астафьева, балерина и педагог, солистка Мариинского театра.
- 24 сентября — Дарио Никкодеми, итальянский драматург.
- 14 октября — Леонид Собинов, оперный певец, солист (с 1897) и директор Большого театра (1917—1918, 1921), народный артист Республики (1923).
- 13 ноября – Георгий Захарович Тер-Давтян, народный артист Армянской ССР (1923).